# Метод Кодая
Метод Кодая (також відомий як концепція Кодая) — підхід до музичної освіти, розроблений в Угорщині в середині XX століття Золтаном Кодаєм. Ідеї Кодая в області музичного навчання послужила джерелом для методу, який пізніше був розроблений його колегами та послідовниками. У 2016 році даний метод був включений у список ЮНЕСКО як частина нематеріальної культурної спадщини людства.

## Історія
Кодай зацікавився музичною освітою дітей в 1925 році, коли він випадково «підслухав», як деякі учні співали пісні, про які вони дізналися в школі. Кодай жахнувся їх навичкам співу і вирішив зробити щось для поліпшення системи музичної освіти в Угорщині. Він написав ряд статей і есе, щоб привернути увагу до проблеми дитячої музичної освіти: у своїх творах він критикував школи за використання неякісної музики і за початок навчання музики тільки в середніх класах. Кодай наполягав, що системі музичної освіти потрібні кращі вчителі, найкращі навчальні плани та більше уроків, присвячених музиці.
Починаючи з 1935 року Золтан Кодай приступив до довгострокового проєкту з реформування викладання музики в початкових і середніх школах шляхом активного створення нового навчального плану і нових методів навчання, а також — написанням нових музичних композицій для дітей. Його робота привела до публікації декількох книг, які вплинули на музичну освіту як в країні, так і за кордоном.
Зусилля Кодая принесли свої плоди в 1945 році: коли новий угорський уряд почав реалізовувати його ідеї в державних школах. Соціалістичний контроль над системою освіти сприяв поширенню методів Кодая по всій країні. Перша початкова музична школа, в якій щодня викладалася музика, відкрилася в 1950 році. Школа була настільки успішною, що протягом наступного десятиліття було відкрито понад сто подібних шкіл. Через 15 років приблизно половина шкіл в Угорщині були музичними школами.
Успіх Кодая, зрештою, став відомий за межами угорських кордонів: його метод був вперше представлений міжнародній спільноті в 1958 році на конференції Міжнародного товариства викладачів музики (ISME), що відбулася у Відні. На іншій конференції — в Будапешті в 1964 році — роботи угорського реформатора були безпосередньо представлені учасникам. Музичні педагоги з усього світу відправилися в Угорщину, щоб відвідати музичні школи Кодая. Перший симпозіум, присвячений виключно методу Кодая, був проведений в Окленді (штат Каліфорнія) в 1973 році; на цьому заході було також відкрито Міжнародне товариство Кодая. Сьогодні методи Кодая використовуються у всьому світі.

## Педагогіка
Використовуючи принципи, закладені Золтаном, в якості основи, його колеги, друзі та студенти розробили повноцінну педагогіку, яка тепер називається «методом Кодая».

### Підхід до розвитку дитини
Метод Кодая використовує послідовний підхід до розвитку дитини, вводячи навички поступово — відповідно до можливостей дитини. Спочатку вводяться найлегші нові поняття і поступово відбувається просування до складніших. Діти вперше дізнаються про основні музичні концепції за допомогою прослуховування, співу або руху. Концепції постійно переглядаються і підкріплюються додатковими іграми, рухами, піснями та вправами.

### Ритм і рух
Метод Кодая також включає використання ритмічного руху — техніки, натхненної роботами швейцарського музичного педагога Еміля Жак-Далькроза. Сам Кодай був знайомий з технікою Далькроза і погодився, що рух є важливим інструментом для «інтерналізації ритму». Щоб зміцнити нові «ритмічні концепції», метод використовує безліч ритмічних рухів, таких як ходьба, біг і хлопання в долоні. Вони можуть виконуватися під час прослуховування музики або співу.

## Матеріали
Матеріали для методу Кодая будуються виключно з двох джерел: «автентична» народна музика і «доброякісна» музика. Фольклорна музика вважалася ідеальним інструментом для раннього музичного навчання через її короткі форми, пентатонічний стиль і просту мову. З класичного репертуару студенти співають твори основних композиторів епохи бароко, класики та романтизму, в той час як учні другого ступеня співають музику і XX століття.
Сам Кодай зібрав, склав і організував велику кількість музичних робіт для педагогічного використання: зокрема, шість томів угорської народної музики, в тому числі — понад тисячу дитячих пісень. Велика частина цієї літератури використовувалася в підручниках по методу Кодая. Для заповнення розриву між народною музикою і класичними творами Кодай склав тисячі пісень і вправ, склавши шістнадцять навчальних видань, шість з яких містять кілька томів по сто вправ.

## Результати
Дослідження показали, що метод Кодая покращує інтонацію, ритмічні навички, музичну грамотність і здатність співати серед дітей. Було показано, що поза музикою метод покращує функціонування сприйняття, систему понять, рухові навички та продуктивність дітей в інших академічних областях — перш за все, у читанні та математиці.